# Arquidiócesis de Huế
La arquidiócesis de Huế (en latín: Archidioecesis Hueensis y en vietnamita: Tổng giáo phận Huế) es una circunscripción eclesiástica de la Iglesia católica en Vietnam. Se trata de la sede metropolitana de la provincia eclesiástica latina de Huế. La arquidiócesis tiene al arzobispo Joseph Nguyên Chi Linh como su ordinario desde el 29 de octubre de 2016.

## Territorio y organización

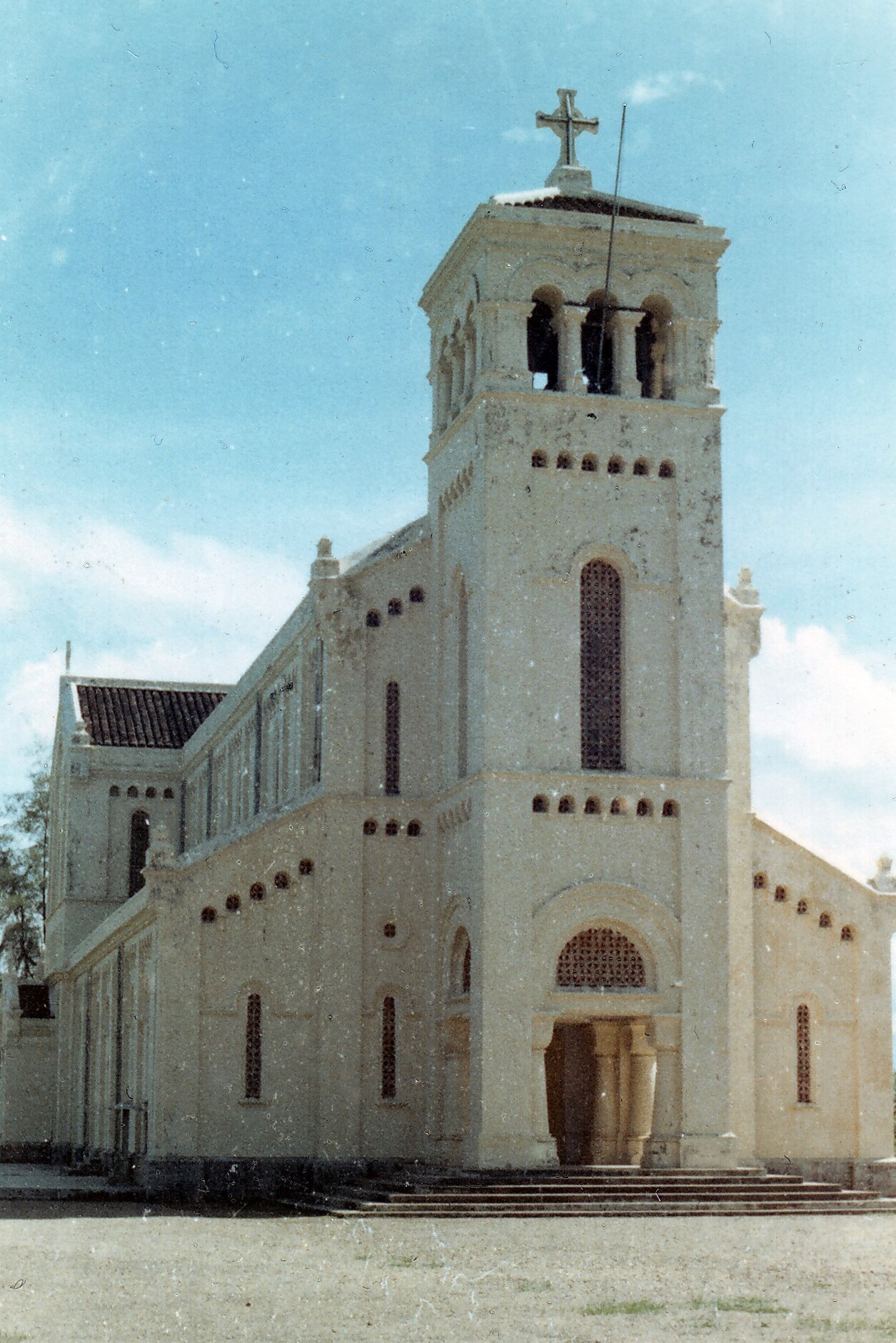
Basílica de Nuestra Señora de La Vang antes de su destrucción en 1972

La arquidiócesis tiene 9822 km² y extiende su jurisdicción sobre los fieles católicos de rito latino residentes en las ciudad de Huế y Provincia de Quảng Trị.
La sede de la arquidiócesis se encuentra en la ciudad de Huế, en donde se halla la Catedral del Sagrado Corazón de María. En el territorio de la arquidiócesis se encuentra la basílica de Nuestra Señora de La Vang, santuario nacional vietnamita, en reconstrucción después de su destrucción causada por bombardeos de Estados Unidos en 1972.
En 2019 en la arquidiócesis existían 151 parroquias.
La arquidiócesis tiene como sufragáneas a las diócesis de: Ban Mê Thuột, Đà Nẵng, Kontum, Nha Trang y Quy Nhơn.

## Historia
Los inicios de la evangelización en la región de Huế se remontan a las primeras décadas del siglo XVII con los jesuitas, en particular Francesco Buzomi y, a partir de 1625, Alexandre de Rhodes. Los jesuitas pronto fueron sucedidos por los misioneros de la Sociedad de las Misiones Extranjeras de París, a quienes se encomendó toda la evangelización del sudeste asiático.
En 1659 se erigió el vicariato apostólico de Cochinchina, que en 1844 se dividió en dos, naciendo los vicariatos apostólicos de Cochinchina Occidental (hoy arquidiócesis de Ho Chi Minh) y Cochinchina Oriental (hoy diócesis de Quy Nhơn). El 27 de agosto de 1850, con el breve Postulat apostolici del papa Pío IX, este último vicariato se dividió a su vez en dos, dando lugar al vicariato apostólico de Cochinchina Septentrional con sede en Huế, encomendado a los misioneros de París.
Varias persecuciones golpearon las misiones vietnamitas durante el siglo XIX. Entre 1883 y 1886, la misión de Huế fue golpeada por una violenta represión, que provocó la muerte de 10 sacerdotes y más de 8000 cristianos. El martirologio romano conmemora en varios mártires de Huế.
El 3 de diciembre de 1924 asumió el nombre de vicariato apostólico de Huê en virtud del decreto Ordinarii Indosinensis de la Congregación de Propaganda Fide. Al año siguiente, Huê se convirtió en la sede de la delegación apostólica para Vietnam, que fue trasladada a Hanói en 1951.
El 24 de noviembre de 1960, con motivo del establecimiento de la jerarquía episcopal vietnamita, el vicariato apostólico fue elevado al rango de arquidiócesis metropolitana con la bula Venerabilium Nostrorum del papa Juan XXIII.

## Estadísticas
De acuerdo al Anuario Pontificio 2020, la arquidiócesis tenía a fines de 2019 un total de 72 016 fieles bautizados.
| Año                                                                             | Población            | Población | Población      | Sacerdotes | Sacerdotes    | Sacerdotes    | Bautizados por sacerdote | Diáconos permanentes | Religiosos | Religiosos | Parroquias |
| Año                                                                             | Bautizados católicos | Total     | % de católicos | Total      | Clero secular | Clero regular | Bautizados por sacerdote | Diáconos permanentes | Varones    | Mujeres    | Parroquias |
| ------------------------------------------------------------------------------- | -------------------- | --------- | -------------- | ---------- | ------------- | ------------- | ------------------------ | -------------------- | ---------- | ---------- | ---------- |
| 1970                                                                            | 76 138               | 704 300   | 10.8           | 208        | 169           | 39            | 366                      |                      | 129        | 826        |            |
| 1979                                                                            | 41 131               | 1 600 000 | 2.6            | 78         | 72            | 6             | 527                      |                      | 25         | 365        | 53         |
| 1997                                                                            | 51 560               | 1 593 000 | 3.2            | 88         | 77            | 11            | 585                      |                      | 78         | 434        | 53         |
| 2000                                                                            | 59 270               | 1 967 450 | 3.0            | 76         | 66            | 10            | 779                      |                      | 61         | 447        | 53         |
| 2001                                                                            | 60 982               | 1 966 605 | 3.1            | 79         | 63            | 16            | 771                      |                      | 100        | 501        | 177        |
| 2002                                                                            | 63 454               | 1 987 217 | 3.2            | 86         | 69            | 17            | 737                      |                      | 100        | 554        | 177        |
| 2003                                                                            | 64 042               | 2 007 300 | 3.2            | 88         | 71            | 17            | 727                      |                      | 105        | 588        | 177        |
| 2004                                                                            | 65 770               | 1 977 300 | 3.3            | 93         | 74            | 19            | 707                      |                      | 107        | 599        | 177        |
| 2006                                                                            | 66 700               | 2 150 700 | 3.1            | 114        | 92            | 22            | 585                      |                      | 107        | 631        | 177        |
| 2013                                                                            | 69 255               | 1 692 551 | 4.1            | 139        | 107           | 32            | 498                      |                      | 185        | 1085       | 81         |
| 2016                                                                            | 69 380               | 1 750 700 | 4.0            | 155        | 108           | 47            | 447                      | 3                    | 306        | 1130       | 83         |
| 2019                                                                            | 72 016               | 1 771 190 | 4.1            | 171        | 121           | 50            | 421                      |                      | 260        | 1211       | 87         |
| Fuente: Catholic-Hierarchy, que a su vez toma los datos del Anuario Pontificio. |                      |           |                |            |               |               |                          |                      |            |            |            |

## Episcopologio
- François-Marie-Henri-Agathon Pellerin, M.E.P. † (27 de agosto de 1850-13 de septiembre de 1862 falleció)
- Joseph-Hyacinthe Sohier, M.E.P. † (13 de septiembre de 1862 por sucesión-3 de septiembre de 1876 falleció)
- Martin-Jean Pontvianne, M.E.P. † (31 de agosto de 1877-30 de julio de 1879 falleció)
- Marie-Antoine-Louis Caspar, M.E.P. † (23 de marzo de 1880-18 de julio de 1907 renunció)
- Eugène-Marie-Joseph Allys, M.E.P. † (30 de enero de 1908-20 de junio de 1931 renunció)
- Alexandre-Paul-Marie Chabanon, M.E.P. † (20 de junio de 1931 por sucesión-4 de junio de 1936 falleció)
- François-Arsène-Jean-Marie-Eugène Lemasle, M.E.P. † (4 de febrero de 1937-27 de septiembre de 1946 falleció)
- Jean-Baptiste Urrutia, M.E.P. † (12 de febrero de 1948-24 de noviembre de 1960 renunció[5])
- Pierre Martin Ngô Đình Thục † (24 de noviembre de 1960-11 de marzo de 1968 renunció[6])
- Philippe Nguyên-Kim-Diên † (11 de marzo de 1968 por sucesión-8 de junio de 1988 falleció)
  - Sede vacante (1988-1998)
- Etienne Nguyên Nhu Thê (1 de marzo de 1998-18 de agosto de 2012 retirado)
- François-Xavier Lê Văn Hông (18 de agosto de 2012-29 de octubre de 2016 retirado)
- Joseph Nguyên Chi Linh, desde el 29 de octubre de 2016